# Blues Breakers with Eric Clapton
| 전문가 평가                          | 전문가 평가       |
| 평가 점수                            | 평가 점수         |
| 출처                                 | 점수              |
| ------------------------------------ | ----------------- |
| AllMusic                             | [ 2 ]             |
| About.com                            | [ 3 ]             |
| The Virgin Encyclopedia of the Blues | [ 4 ]             |
| BBC                                  | (Highly Positive) |
| Chicago Tribune                      | [ 6 ]             |
| Encyclopedia of Popular Music        | [ 7 ]             |

《Blues Breakers with Eric Clapton》은 존 메이올 & 더 블루스브레이커스가 에릭 클랩튼과 함께 녹음한 1966년 블루스/블루스 록 음반이다. 이 음반은 존 메이올이 라이브 음반 《John Mayall Plays John Mayall》에 이어 낸, 두 번째 음반이다. 클랩튼은 1971년 더블 LP인 《Back to the Roots》를 위해 다시 팀을 꾸렸지만, 이 녹음 후에 크림을 결성하기 위해 떠났다.

## 배경
원래 존 메이올은 에릭 클랩튼이 연주하는 기타 솔로를 잡기 위해 그의 두 번째 음반도 라이브로 만들 작정이었다. 플라밍고 클럽에서 잭 브루스 (클랩튼이 나중에 크림에서 합류할 예정)와 함께 한 세트가 베이스로 녹음되었다. 하지만 이 콘서트의 녹음은 질이 좋지 않아 폐기되었다.

## 노래 및 노래 스타일
이 음반은 오티스 러시, 프레디 킹, 로버트 존슨과 같이 오랫동안 정립된 아티스트들의 블루스 기준과 메이올과 클랩튼이 쓴 몇 개의 원본으로 구성되어 있다. 대부분의 트랙은 클랩튼의 연주가 쇼케이스 역할을 한다. 야드버즈의 여러 녹음에서 노래를 불렀지만, 〈Ramblin' on My Mind〉는 에릭이 녹음을 꺼려왔던, 클랩튼의 첫 솔로 리드 보컬 공연이었다.

## 커버 아트
이 음반은 클랩튼이 영국 어린이 만화인 《The Beano》를 읽는 모습을 담은 커버 사진 때문에 《The Beano Album》으로도 알려져 있다. 클랩튼은 자서전에서 사진 촬영 중 "비협조적"을 느낀다고 커버에 적힌 《The Beano》를 읽고 있다고 밝혔다. 사진작가는 데이비드 웨지베리였고 위치는 올드 켄트 로드 근처였다.

## 곡 목록
| #  | 제목                     | 작사·작곡            | 재생 시간 |
| -- | ------------------------ | -------------------- | --------- |
| 1. | 〈All Your Love〉        | 오티스 러시          | 3:33      |
| 2. | 〈Hideaway〉             | 프레디 킹, 소니 톰슨 | 3:15      |
| 3. | 〈Little Girl〉          | 존 메이올            | 2:35      |
| 4. | 〈Another Man〉          | 메이올               | 1:45      |
| 5. | 〈Double Crossing Time〉 | 에릭 클랩튼, 메이올  | 3:02      |
| 6. | 〈What'd I Say〉         | 레이 찰스            | 4:25      |

| #  | 제목                    | 작사·작곡      | 재생 시간 |
| -- | ----------------------- | -------------- | --------- |
| 1. | 〈Key to Love〉         | 메이올         | 2:06      |
| 2. | 〈Parchman Farm〉       | 모스 앨리슨    | 2:20      |
| 3. | 〈Have You Heard〉      | 메이올         | 5:55      |
| 4. | 〈Ramblin' on My Mind〉 | 민요           | 3:07      |
| 5. | 〈Steppin' Out〉        | L. C. 프레이저 | 2:30      |
| 6. | 〈It Ain't Right〉      | 리틀 월터      | 2:40      |

## 인증
| 국가                       | 인증 | 판매량/출하량 |
| -------------------------- | ---- | ------------- |
| 영국 (BPI)                 | 골드 | 100,000^      |
| ^출하량을 기반으로 한 인증 |      |               |